# Vaccin UCPVax
Le vaccin UCPVax (Universal Cancer Peptide en anglais) est un brevet de vaccin thérapeutique universel, actuellement au stade de recherche médicale, à base d'immunothérapie, pour le traitement du cancer.

## Historique
En 2009 l'équipe de recherche médicale en oncologie / immunothérapie du centre hospitalier universitaire Jean-Minjoz de Besançon en Franche-Comté, des professeurs oncologues Olivier Adotevi et Christophe Borg, associé avec l'INSERM et l’EFS, et le Professeur Pierre Langlade-Demoyen, de la société Invectys, commencent des travaux de recherche et développement d'un vaccin anticancer universel. Il est baptisé « vaccin UCPVax » et breveté en 2012 par un consortium comprenant le CHU de Besançon et l'université de Franche-Comté.
Ce vaccin thérapeutique antigène / anticancer est dit universel car il cible la télomérase, une enzyme qui confère un pouvoir d'immortalité aux cellules cancéreuses présentes dans la plupart des cancers. Il active et stimule les lymphocytes T CD4 du système immunitaire (défenses naturelles) des patients pour lutter contre les tumeurs cancéreuses déclarées et leurs éventuelles métastases. 
Malgré son appellation de vaccin universel anticancer, l’UCPVax n'est pas utilisé à titre de vaccination préventive, mais à titre de traitement médical curatif en complément d'autres traitements de chirurgie, chimiothérapie et radiothérapie. Il renforce le système immunitaire de patients déjà traités pour un cancer et vise à empêcher une récidive. 
Après avoir testé la non-toxicité du vaccin, les professeurs Olivier Adotevi (oncologue), Christophe Borg (oncologue), Virginie Westeel (pneumologue), Macha Woronoff-Lemsi (vice-président recherche au CHRU de Besançon)..., ont initié depuis 2016 un essai clinique d'environ trois ans, sur une sélection scientifique de 54 patients atteints de cancer du poumon (première cause de décès par cancer dans le monde). 
A l'issue des essais cliniques, le vaccin pourra être prescrit dans la plupart des indications cancéreuses. Dans la mesure où les cellules gardent en mémoire les effets d’un traitement, ce vaccin permettra également à la recherche médicale, d'améliorer la compréhension de la mobilisation du système immunitaire contre les cancers...